# Owerri főegyházmegye
Az Owerri főegyházmegye (latinul: Archidioecesis Overriensis) római katolikus egyházmegye Nigéria déli részén, Owerri központtal.
Székesegyháza a Mennybe felvett Szűz Mária-székesegyház.
Jelenlegi érseke Anthony John Valentine Obinna, segédpüspöke pedig Moses Chikwe.

## Terület

### Szomszédos egyházmegyék
- Orlui egyházmegye
- Okigwei egyházmegye
- Ahiarai egyházmegye
- Abai római katolikus egyházmegye
- Port Harcourt-i egyházmegye
- Onitshai főegyházmegye
- Nnewi római katolikus egyházmegye

## Történelem
1899. július 25-én alapították meg az Alsó-Niger apostoli prefektúrát. 1920. április 16-án apostoli vikariátus rangjára emelték Dél-Nigériai apostoli vikariátus néven, melynek nevét 1934. július 9-én Onitsha-Owerri apostoli vikariátusra változtatták. Ebből jött létre 1948. február 12-én szétválással az Onitshai apostoli vikariátus mellett az Owerri apostoli vikariátus, melyet 1950. április 18-án egyházmegye rangjára emeltek.
A következő évtizedekben több újonnan létrehozott egyházmegye vált le róla, aminek révén területe is csökkent: így 1958. június 23-án az Umuahiai egyházmegye, 1961. május 16-án a Port Harcourt-i egyházmegye, 1980. november 29-én az Orlui egyházmegye, 1987. november 18-án pedig az Ahiarai egyházmegye.
1994. március 26-án emelték főegyházmegyei rangra.

## Szervezet
A főegyházmegye szuffragáneus egyházmegyéi: az Abai, az Ahiarai, az Okigwei, az Orlui és az Umuahiai egyházmegye.

### Püspökök
| Fénykép | Név, beosztás                       | Születési helye, ideje                      | Kinevezés dátuma                                               |
| ------- | ----------------------------------- | ------------------------------------------- | -------------------------------------------------------------- |
|         | Anthony John Valentine Obinna érsek | Emekuku, 1946. június 26. (78 éves)         | owerri püspök: 1993. július 1. owerri érsek: 1994. március 26. |
|         | Moses Chikwe segédpüspök            | Uzoagba-Ikeduru, 1967. április 4. (57 éves) | onitshai segédpüspök: 2019. október 17.                        |

#### Korábbi püspökök
- Joseph Brendan Whelan CSSp apostoli vikárius (1948–1950), püspök (1950–1970)
- Mark Onwuha Unegbu püspök (1970–1993)

## Tevékenységek

### Hitélet
Nigériában az emberek túlnyomó többsége vallásos: Valerian Okeke onitshai érsek elmondása szerint a lakosság 90%-a (keresztények és muszlimok egyaránt) részt vesz hétvégénként a szertartásokon.